# New Schaefferstown
New Schaefferstown est une census-designated place située dans le comté de Berks, dans le Commonwealth de Pennsylvanie, aux États-Unis. Sa population, qui s’élevait à 223 habitants lors du recensement de 2010, est estimée à 231 habitants au 1er juillet 2020.

## Source
- (en) Cet article est partiellement ou en totalité issu de l’article de Wikipédia en anglais intitulé « New Schaefferstown, Pennsylvania » (voir la liste des auteurs).

1. ↑  (en) « New Schaefferstown, Pennsylvania Population » [« Données sur New Schaefferstown, comté de Berks, Pennsylvanie »](Archive.org • Wikiwix • Archive.is • Google • Que faire ?), sur censusviewer.com (consulté le 24 décembre 2020).
2. ↑  (en) « New Schaefferstown, Pennsylvania - Basic Facts » [« Estimations sur New Schaefferstown »], sur pennsylvania.hometownlocator.com (consulté le 9 janvier 2021).